# Touffreville-la-Cable
Touffreville-la-Cable is een plaats en voormalige gemeente in het Franse departement Seine-Maritime in de regio Normandië en telt 354 inwoners (1999). De plaats maakt deel uit van het arrondissement Rouen.

## Geschiedenis
Touffreville-la-Cable is op 1 januari 2016 gefuseerd met de gemeenten Auberville-la-Campagne, Notre-Dame-de-Gravenchon en Triquerville tot de gemeente Port-Jérôme-sur-Seine. 

## Geografie
De oppervlakte van Touffreville-la-Cable bedraagt 4,0 km², de bevolkingsdichtheid is 88,5 inwoners per km².
De onderstaande kaart toont de ligging van Touffreville-la-Cable met de belangrijkste infrastructuur en aangrenzende gemeenten.

## Demografie
Onderstaande figuur toont het verloop van het inwonertal (bron: INSEE-tellingen).